# Hampstead Grove

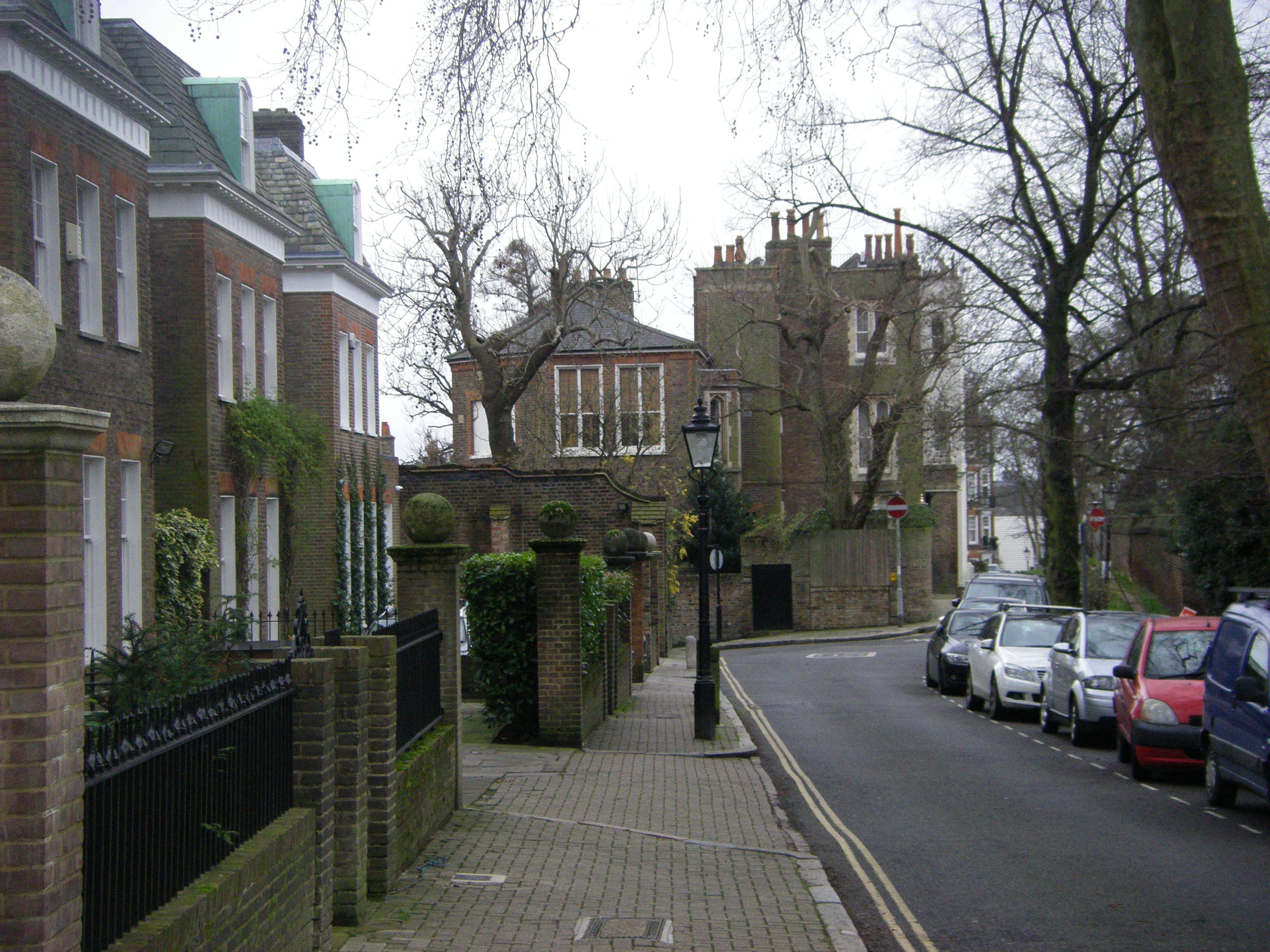
Blick vom nördlichen Ende des Hampstead Grove in Richtung Süden auf das New Grove House.

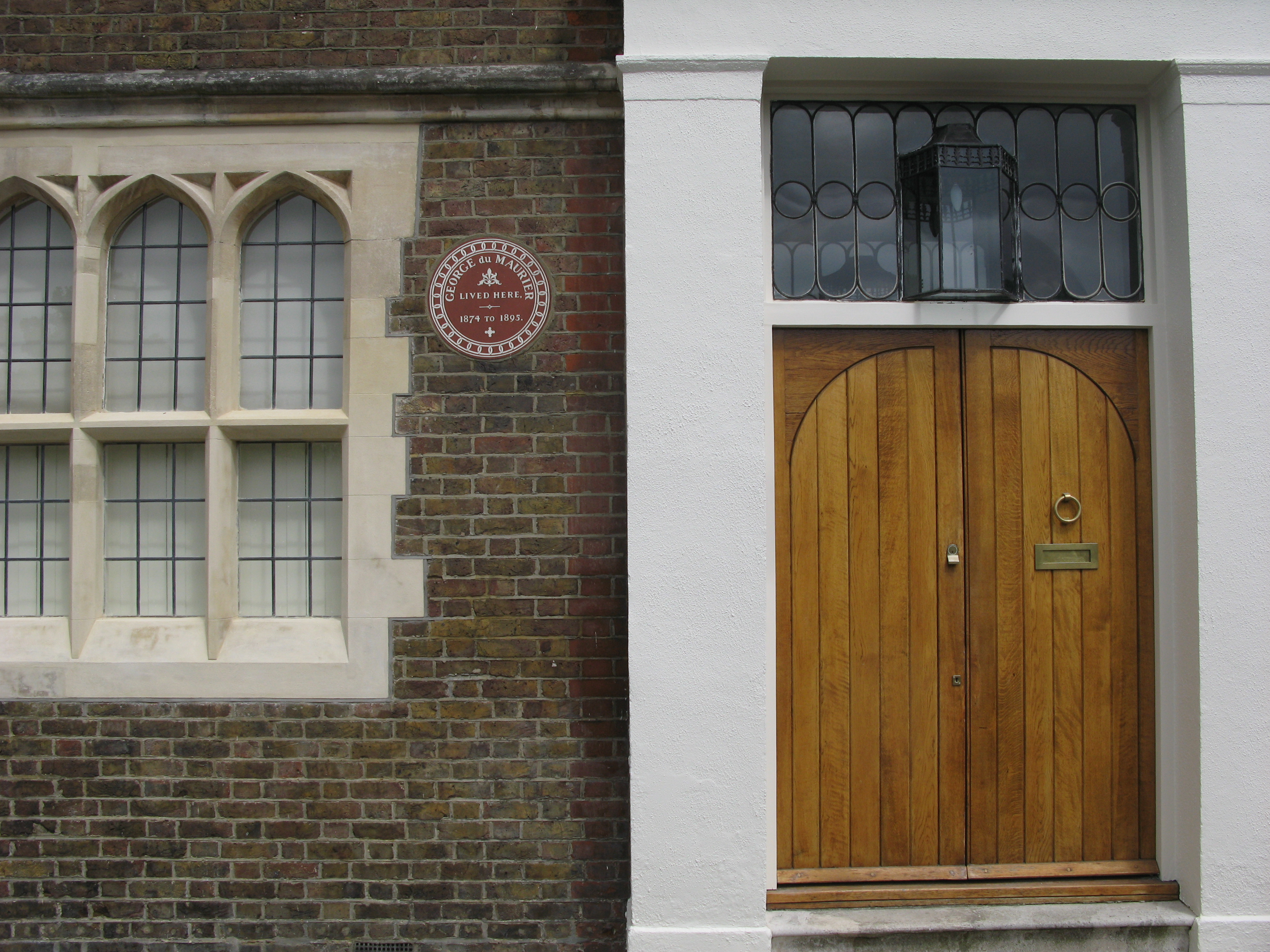
Eine Plakette am New Grove House erinnert daran, dass George du Maurier hier zwischen
1874 und 1895 lebte.

Hampstead Grove ist eine Straße im Londoner Stadtteil Hampstead, Bezirk Camden. Sie verläuft zwischen Lower Terrace im Norden und Holly Hill im Süden. Darüber hinaus trifft Hampstead Grove auf folgende Straßen: Upper Terrace im Norden, Admiral’s Walk in der Mitte und Windmill Hill im Süden.
An der Straße befinden sich Old Village Green, das Fenton House, das New Grove House und das Old Grove House.

## Old Village Green
Der nördlichste Abschnitt der Straße wird von Grünflächen flankiert: im Osten ein Waldstück, das bis zur parallel verlaufenden Heath Street reicht und im Westen ein Rasenplatz, der die gesamte Fläche zwischen Hampstead Grove, der gebogen verlaufenden Lower Terrace und der Upper Terrace einnimmt. Diese Fläche wird als Old Village Green bezeichnet. Hier wurden bis zum Jahr 1700 die Parlamentswahlen für Middlesex abgehalten. Die Grünfläche wurde später als Spielfeld für Cricket genutzt.

## Wichtige Gebäude
Das Fenton House wurde 1696 von William Eades erbaut und 1793 von Philip Fenton, einem Händler aus Riga, erworben. Das Haus, das als eines der schönsten Häuser von Hampstead gilt (wo es an sich viele schöne Häuser gibt), wird heute vom National Trust verwaltet und beherbergt ein Museum mit alten Tasteninstrumenten sowie eine reichhaltige Porzellansammlung. Die geräumige Gartenanlage besteht aus mehreren Einzelgärten, die zu einem harmonischen Gesamtbild zusammengefügt sind.
Das Fenton House war ein Vorreiter für die weitere Entwicklung der Straße. Standen hier zunächst einige einfache Hütten aus dem 17. Jahrhundert, wurden diese Anfang des 18. Jahrhunderts durch größere Häuser und Stallungen ersetzt.
Auf der Ostseite der Straße wurde im frühen 18. Jahrhundert das Old Grove House (Nummer 26) errichtet, zu dem ein großes Landgut gehörte. Nördlich hiervon entstand im Jahr 1762 das New Grove House (Nummer 28), in dem der Zeichner und Schriftsteller George du Maurier zwischen 1874 und 1895 wohnte.
Nördlich des Fenton House befindet sich an der Abzweigung zum Admiral’s Walk das imposante Admiral’s House mit der Grove Lodge. In diesem Nebengebäude lebte von 1918 bis zu seinem Tode 1933 der englische Schriftsteller John Galsworthy.

## Impressionen
Die folgenden Fotos zeigen verschiedene Motive aus dem Hampstead Grove.

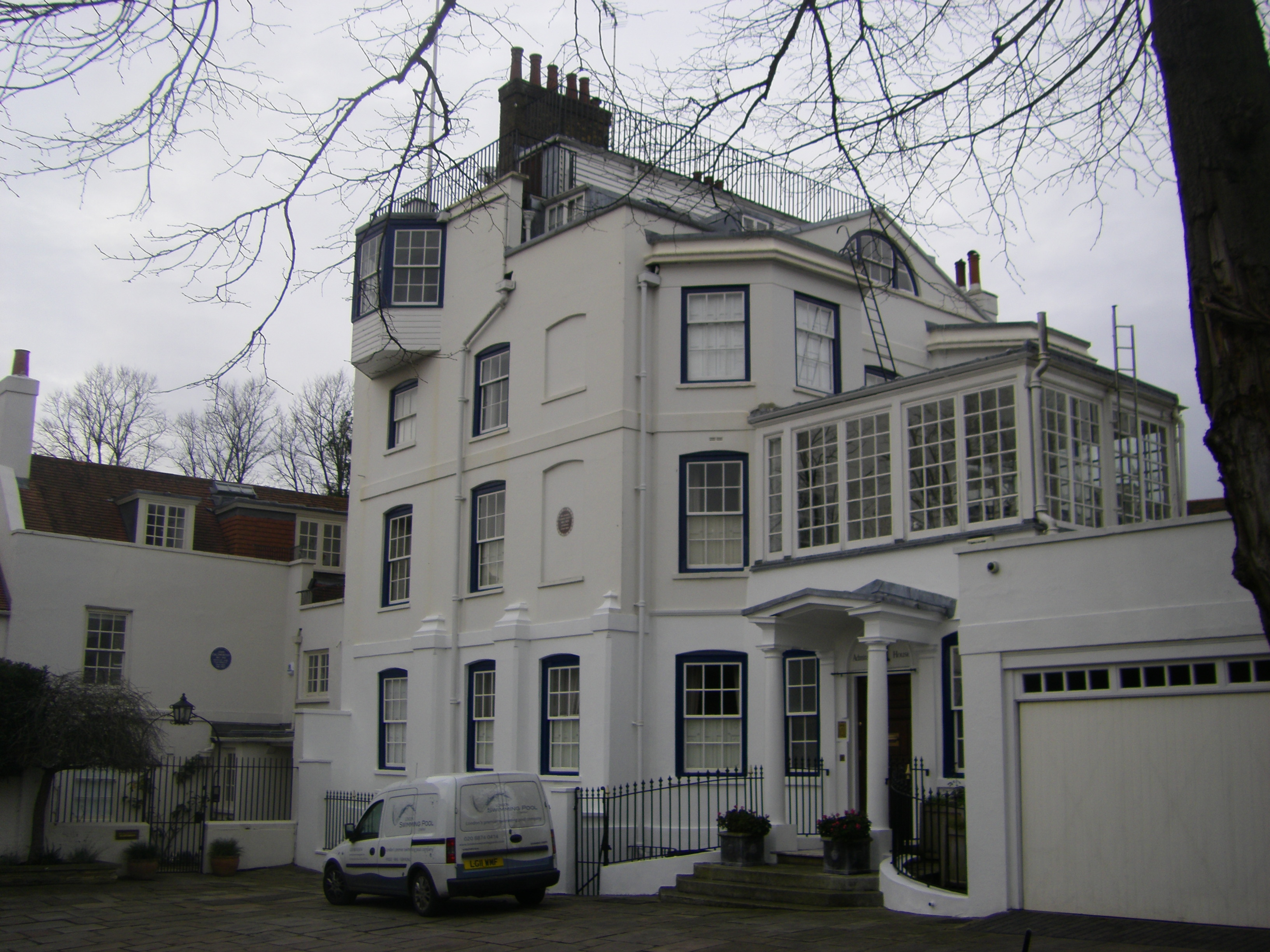
Admiral’s House (Nr. 25)
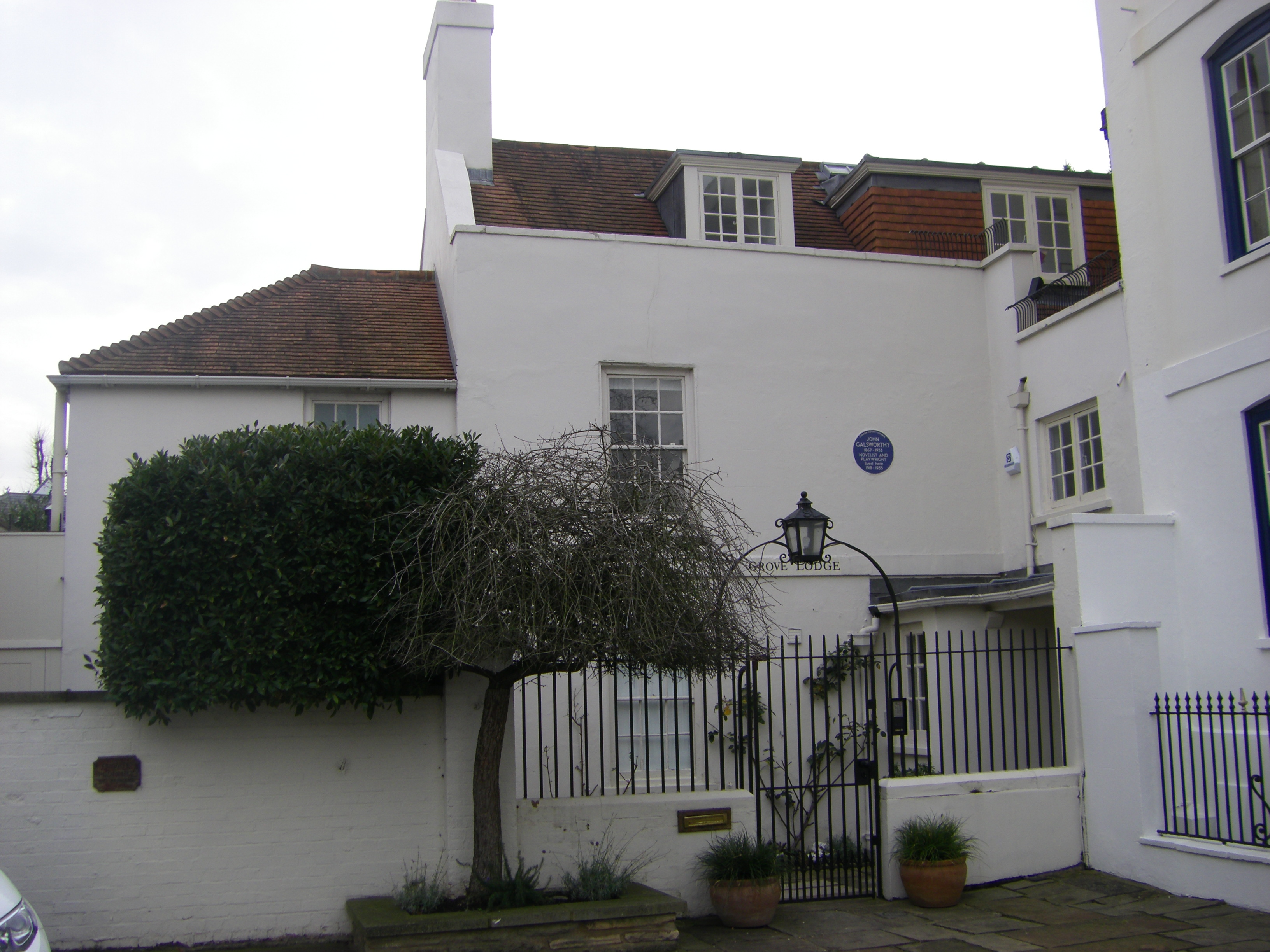
Grove Lodge (Nr. 25)
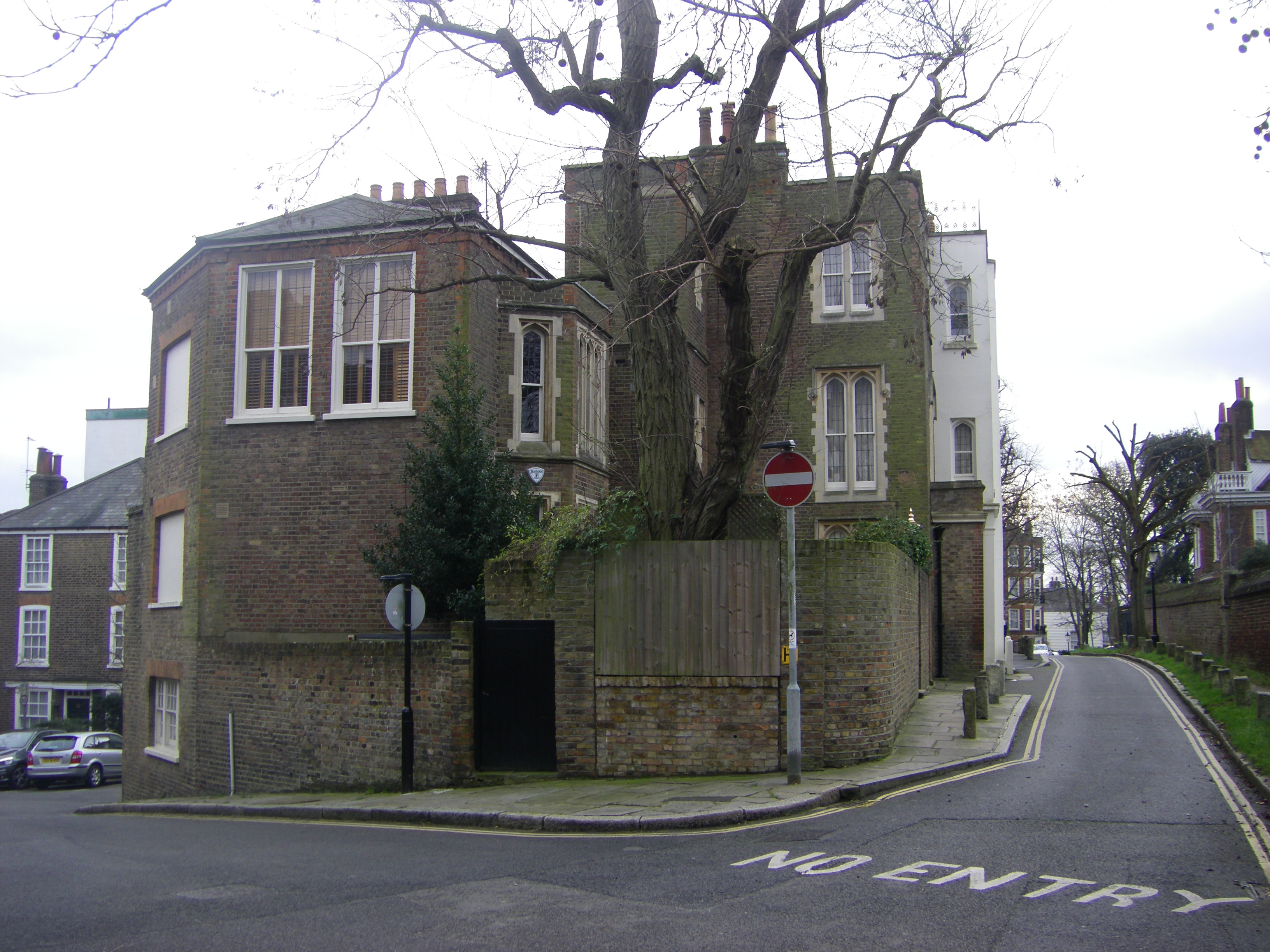
New Grove House von Norden betrachtet
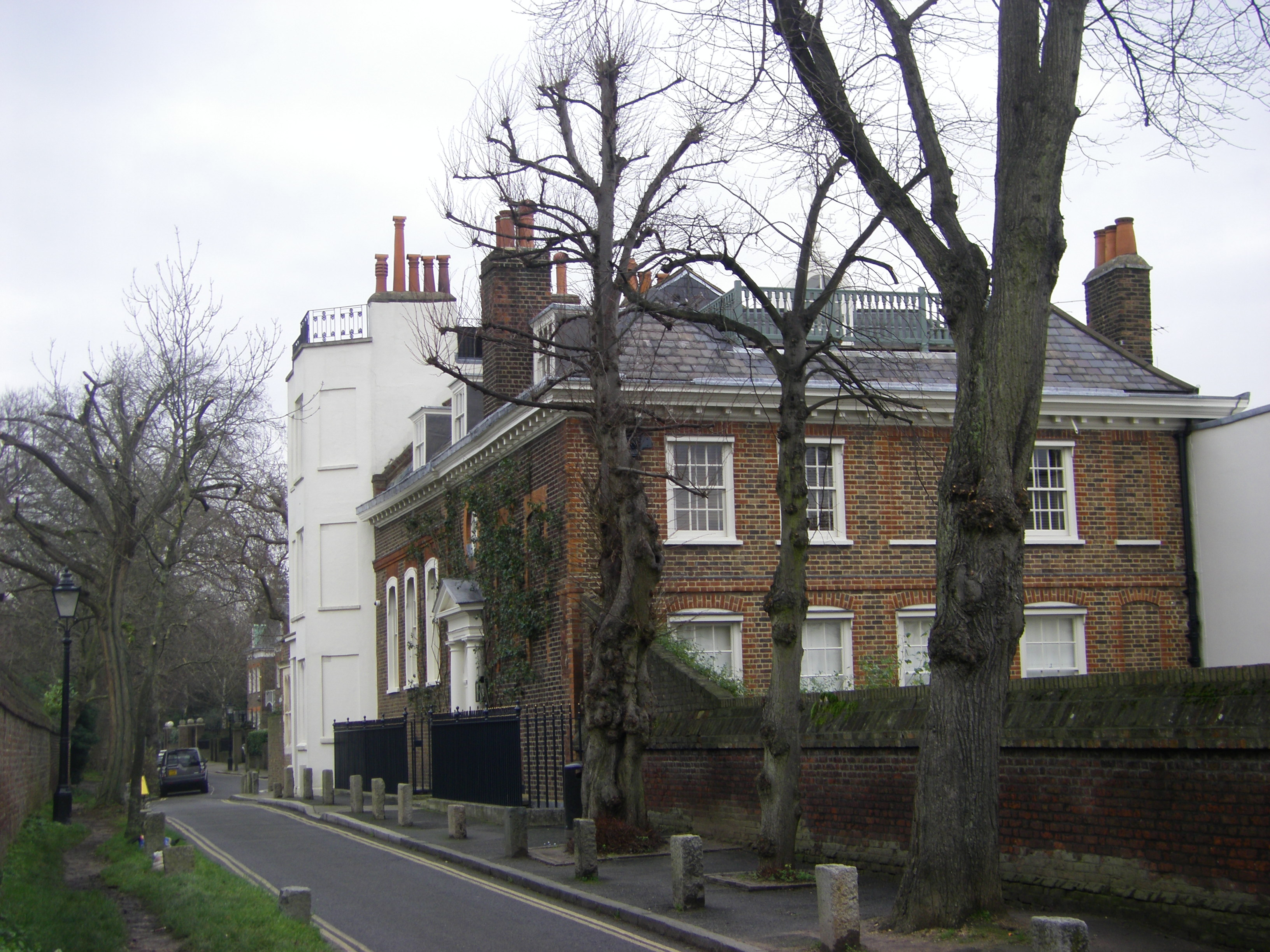
Old Grove House (vorne) und  New Grove House (weiß)
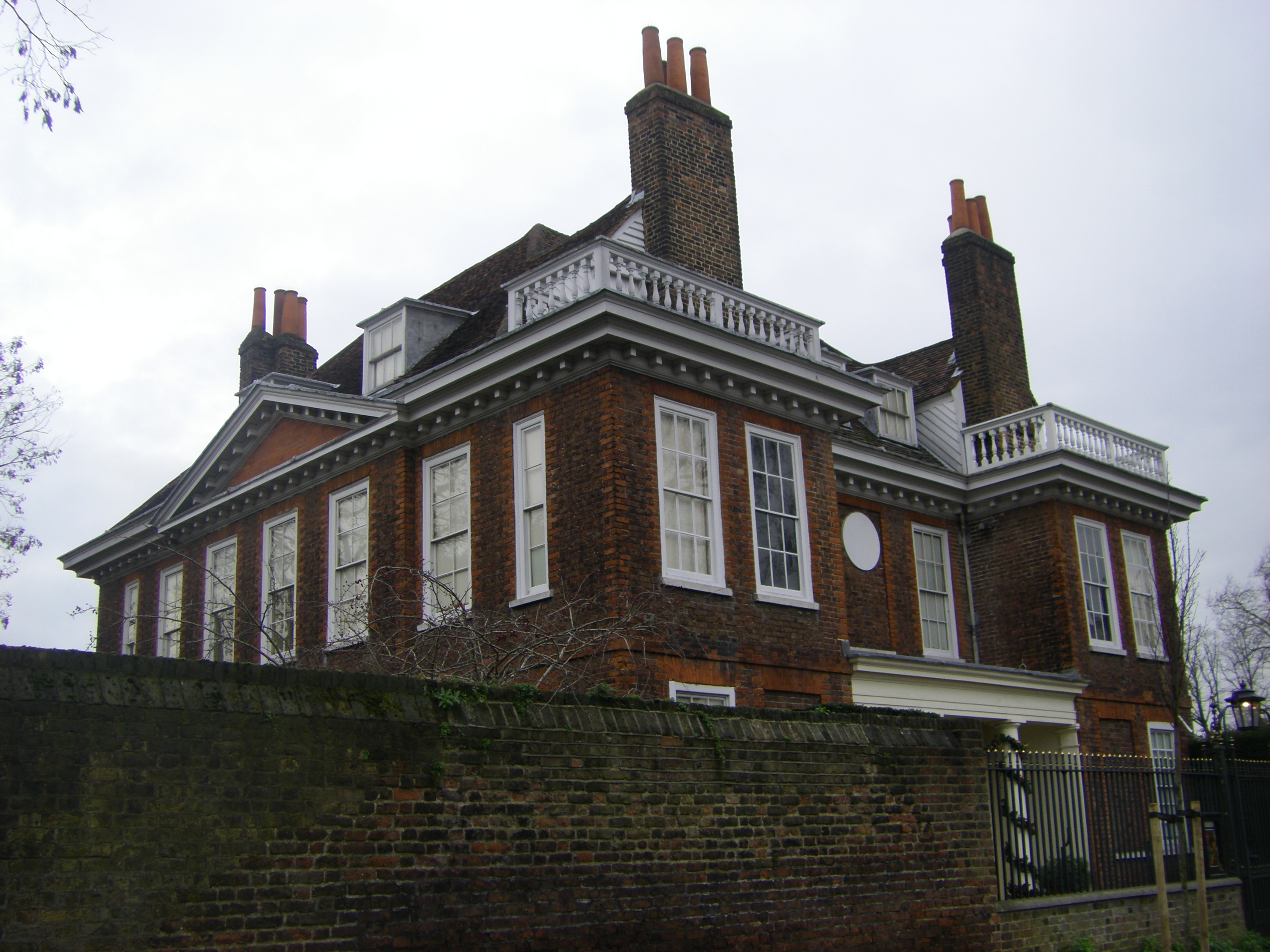
Straßenansicht des Fenton House
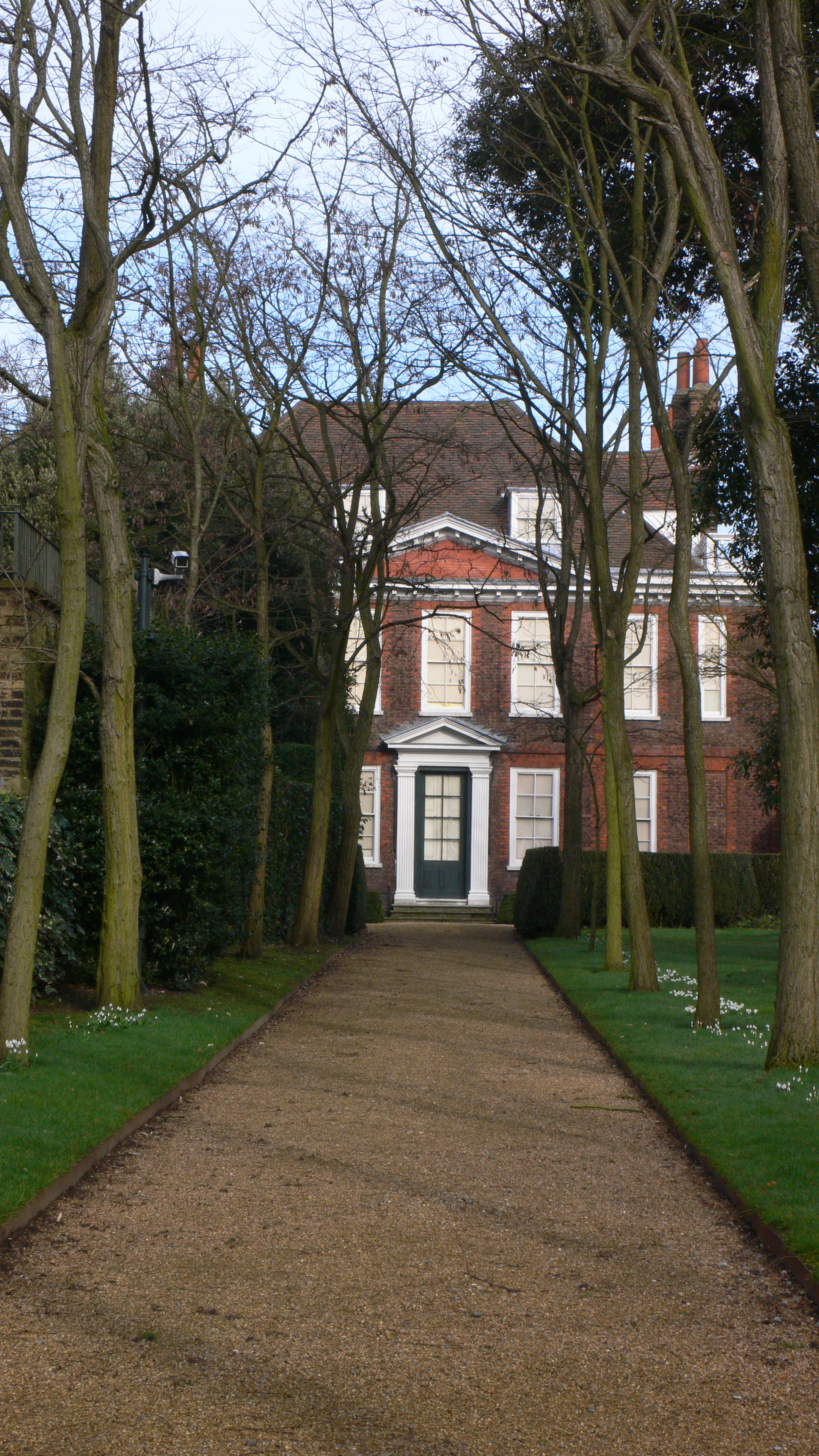
Gartenansicht des Fenton House